# Sklop kuća u Budimlićima
Sklop kuća u zaseoku Budimlićima, selo Lokvičići.

## Opis
Vrijeme nastanka je 18. i 19. stoljeće. Sklop Budimlić smješten je na istočnom kraju zaseoka Budimlići u Lokvičićima. Sastoji se od velike katnice paralelno postavljene sa slojnicom terena i dvije prizemnice koje se pružaju okomito na stambenu kuću. Sklop je građen vjerojatno tijekom 18. i 19. stoljeća. Kuća Budimlić vrlo je dobar primjer tradicijske arhitekture Imotske krajine 18.stoljeća.

## Zaštita
Pod oznakom Z-3849 zaveden je kao nepokretno kulturno dobro - pojedinačno, pravna statusa zaštićena kulturnog dobra, klasificirano kao "stambene građevine".